# St. Anger
Album St. Anger je osmé studiové album americké thrash metalové kapely Metallica. Album bylo vydáno 5. června 2003 a umístilo se na 1. místě žebříčku. Album bylo dlouho očekávanou novinkou a kapela se na něm stylem hudby vrací spíš ke svým začátkům, než aby navázala na období své největší slávy.
Jde o první album po odchodu baskytaristy Jasona Newsteda, který roku 2001 z kapely odešel. Jeho místo zaujal producent několika předchozích alb Metallicy a producent tohoto alba Bob Rock. Teprve po vydání alba se ke kapele připojil baskytarista Robert Trujillo.
Album bylo fanoušky přijato velmi kontroverzně. Na albu chybí pro Metallicu velmi typická kytarová sóla, navíc po zvukové stránce zní velmi surově. Mnoho fanoušků jej proto kritizuje, avšak mezi věrnými metalisty si své oblíbence našlo.

## Seznam skladeb
Všechny skladby napsali James Hetfield a Lars Ulrich, Kirk Hammett a Bob Rock.
| Pořadí | Název                | Délka |
| ------ | -------------------- | ----- |
| 1.     | Frantic              | 5:50  |
| 2.     | St. Anger            | 7:21  |
| 3.     | Some Kind of Monster | 8:25  |
| 4.     | Dirty Window         | 5:24  |
| 5.     | Invisible Kid        | 8:30  |
| 6.     | My World             | 5:45  |
| 7.     | Shoot Me Again       | 7:10  |
| 8.     | Sweet Amber          | 5:27  |
| 9.     | The Unnamed Feeling  | 7:09  |
| 10.    | Purify               | 5:14  |
| 11.    | All Within My Hands  | 8:48  |

## Singly
Z alba St. Anger vzešly čtyři singly:
- Frantic
- St. Anger
- Some Kind Of Monster
- The Unnamed Feeling

## Sestava
- James Hetfield – zpěv, doprovodná kytara
- Lars Ulrich – bicí
- Kirk Hammett – sólová kytara
- Bob Rock – baskytara